# Харсиес
Харсиес (ок. ? — ум. 130 до н. э.) — верхнеегипетский фараон, мятежник против правления Птолемея VIII Фискона из династии Птолемеев. Правил южной частью Верхнего Египта с 131 до 130 гг. до н. э.

## Биография
Харсиес, вероятно, был последним коренным египтянином, называвшим себя «фараоном», хотя правил только в южной части Верхнего Египта и только в течение короткого периода.
Воспользовавшись войной между Птолемеем VIII и его сестрой Клеопатрой II, Харсиес захватил Фивы летом 131 года до н. э. и, вероятно, принял фараонские титулы, хотя известно только его имя — Херу-са-Исет, что означает «Харсиеси, сын Осириса». Войска Птолемея захватили город в ноябре того же года, но Харсиес возглавлял восстание до самой смерти, которая, вероятно, произошла в сентябре 130 года до н. э.